# Gianni Guigou
Gianni Bismark Guigou Martínez (Nueva Palmira, 22 de febrer de 1975) és un futbolista uruguaià, qui actualment juga al Nacional de Montevideo.
Va arribar a la Lliga italiana de futbol el 2000 a la Roma, i després del 2006 va jugar al Treviso a la Serie B. Actualment, juga a la lliga uruguaiana de futbol.

## Clubs
- 1994-2000:  Nacional
- 2000-2003:  Roma
- 2003-2004:  AC Siena
- 2004-gener 2006:  AC Fiorentina
- 2006:  Treviso FC

## Internacional
- 41 partits amb la selecció de futbol de l'Uruguai entre 1999 i 2004.
- 2 partits jugats a la Copa del Món de Futbol de 2002 (titular contra Dinamarca i França).